# Donatella Di Pietrantonio

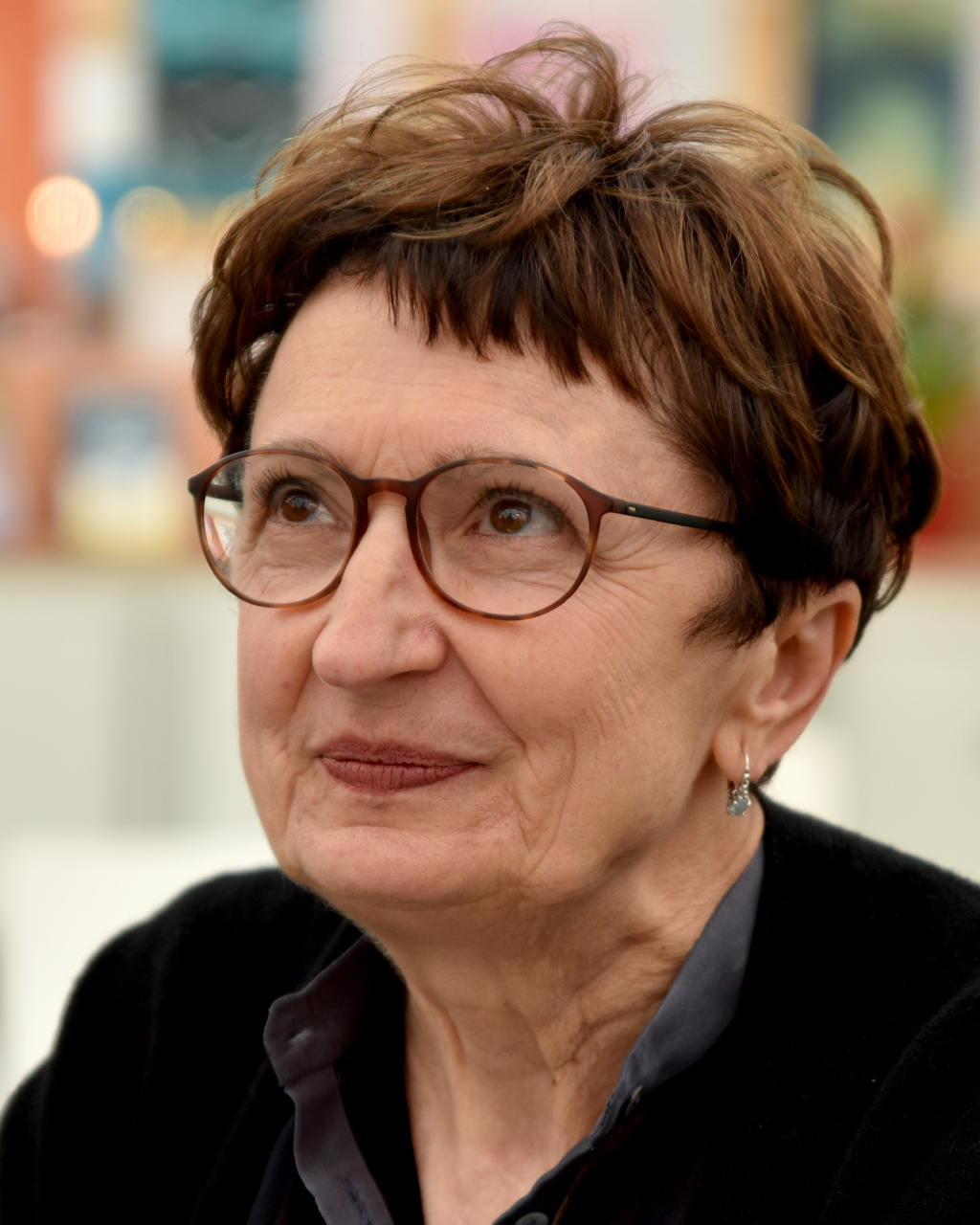
Donatella Di Pietrantonio (2022)

Donatella di Pietrantonio ( Arsita, 5 de enero de 1962) es una escritora italiana conocida por sus novelas Mi madre es un río y La Retornada.

## Vida
Nació en Arsita, en la provincia de Teramo, y se trasladó primero a estudiar a L'Aquila, donde, en 1986, se licenció en Odontología en la Universidad local, y después a Penne, en la provincia de Pescara, donde ejerció como odontopediatra. Debutó como escritora en 2011 con la novela Mi madre es un río, ambientada en su tierra natal, los Abruzos. Ese mismo año publicó el relato Lo scargio en Granta Italia.
En 2013, publicó su segunda novela, Bella mia, dedicada y ambientada en L'Aquila. La obra, influida por la tragedia del terremoto de 2009 y centrada en el tema de la pérdida y el duelo, fue nominada al Premio Strega y ganó el Premio Brancati en 2014.
En 2017 publicó para Einaudi su tercera novela, La Retornada, también ambientada en Abruzzo. El libro explora el tema de la relación madre-hija en sus aspectos más anómalos y patológicos, y fue ganador del Premio Campiello y del Premio Nápoles. La novela se llevó al teatro, en 2019, en un espectáculo producido por el Teatro Stabile d'Abruzzo  y, en 2021, al cine en una película dirigida por Giuseppe Bonito.
También en 2017 recibió la Orden de Minerva de la Universidad "Gabriele d'Annunzio" de Chieti. En 2020, nuevamente para Einaudi, publicó Borgo Sud, también ambientada en Abruzzo y considerada la secuela de La Retornada, ya que describe las sucesivas historias de las dos hermanas que fueron las protagonistas de la novela anterior. La obra fue seleccionada para participar en la edición 2021 del Premio Strega, en el que quedó en segundo lugar, y recibió el Premio Literario Basilicata en la sección "Narrativa".
En 2023 fue nombrada Cavaliere al Merito della Repubblica Italiana 

## Obras

### Novelas
- Mia Madre è un Fiume, 2011. Traducida al castellano como Mi madre es un río. (Duomo ediciones, 2023)
- Bella mia, 2013.
- L'Arminuta, 2017. Traducida al castellano como La Retornada (Duomo ediciones, 2018)
- Borgo Sud, 2020. Traducida al castellano como Las hermanas de Borgo Sud (Duomo ediciones, 2021)
- L'età fragile, 2023 (Premio Strega y Premio Strega Giovani 2024).

### Cuentos cortos
- Lo sfregio, Granta Italia N° 2.